# Tadschikische Fußballnationalmannschaft (U-23-Männer)
Die tadschikische U-23-Fußballnationalmannschaft ist eine Auswahlmannschaft tadschikischer Fußballspieler. Sie untersteht dem tadschikischen Fußballverband TFF und repräsentiert diesen international auf U-23-Ebene, etwa in Freundschaftsspielen gegen die Auswahlmannschaften anderer nationaler Verbände, bei U-23-Asienmeisterschaften sowie den Fußballturnieren der Olympischen Sommerspiele und der Asienspiele.
Bisher konnte sich die Mannschaft nicht für das olympische Fußballturnier oder die U-23-Asienmeisterschaft qualifizieren. An den Asienspielen nahm Tadschikistan zweimal teil und schaffte es 2014 in das Achtelfinale.
Spielberechtigt sind Spieler, die ihr 23. Lebensjahr noch nicht vollendet haben und die tadschikische Staatsangehörigkeit besitzen.

## Bilanzen
| Olympische Spiele - 1996 bis 2020: Nicht qualifiziert U-22-/23-Asienmeisterschaften - 2014 bis 2020: Nicht qualifiziert | Asienspiele - 2002: Nicht teilgenommen - 2006: Vorrunde - 2010: Nicht teilgenommen - 2014: Achtelfinale - 2018: Nicht teilgenommen |